# 保木公遠
保木 公遠（ほき きんとお、慶安3年（1650年） - 享保13年4月30日（1728年6月7日））は江戸時代の旗本。通称は平助、弥右衛門。父は保木公利。子に保木慎初、美濃部茂乗（美濃部茂信養子）がいる。
延宝5年（1677年）5月4日に家督を継ぎ、後に勘定となる。貞享4年（1687年）、下野国烏山藩の那須資徳の改易に伴い、仰せによって10月26日に烏山に赴いた。元禄元年（1688年）10月13日に武蔵国橘樹郡稲毛領にて用水を検分した。
元禄2年（1689年）2月7日に勘定組頭となり、元禄5年（1692年）12月23日に百俵を加増され、元禄11年（1698年）12月21日に更に百俵を加増された。
銀座の事を担当した際、勘定奉行・荻原重秀の申し立てた旨を監査せず、改鋳の証文に連署したことが、勤務不行き届きとして正徳4年（1714年）5月13日に逼塞の処分を受けたが、重秀亡き後のため糾明に及ばずとして、9月28日に許される。
享保4年（1719年）4月7日に職を辞して小普請となり、享保13年（1728年）4月30日に死去。享年79。法名は貞簡。